# Chasse à l'homme (film, 1941)
Pour les articles homonymes, voir Chasse à l'homme (homonymie).
 (août 2021).
Si vous disposez d'ouvrages ou d'articles de référence ou si vous connaissez des sites web de qualité traitant du thème abordé ici, merci de compléter l'article en donnant les références utiles à sa vérifiabilité et en les liant à la section « Notes et références ».
Pour plus de détails, voir Fiche technique et Distribution.
Chasse à l’homme (Man Hunt) est un film américain de Fritz Lang sorti en 1941.

## Synopsis
En 1939, Thorndyke, un célèbre chasseur de fauves britannique, parvient à s'infiltrer au plus près du Berghof d'Adolf Hitler. Apercevant le chancelier allemand sur une terrasse, il épaule sa carabine et simule un tir. C'est alors qu'il est surpris par un garde et capturé.
Interrogé par un officier nazi, Thorndyke explique qu'il a agi par défi, pour le plaisir de la chasse, et non pour assassiner réellement Hitler. Voyant une occasion de compromettre les autorités britanniques, l'officier lui propose de signer une confession. S'il admet avoir agi sur ordre de son gouvernement, alors il sera libéré. Face à son refus, le nazi décide d'organiser un simulacre de suicide, pour que sa disparition n'éveille pas les soupçons. Mais Thorndyke parvient à s'échapper, puis à quitter l'Allemagne.
De retour à Londres, il s'aperçoit très vite que des agents infiltrés sont à sa recherche. Après maintes péripéties, il réussit à se débarrasser de ses poursuivants et, la guerre ayant éclaté, il retourne en Allemagne, cette fois pour tuer Hitler.

## Fiche technique
- Titre original : Man Hunt
- Titre français : Chasse à l’homme
- Réalisation : Fritz Lang
- Producteur : Kenneth Macgowan
- Production : Twentieth Century Fox
- Scénario : Dudley Nichols, d'après le roman Le Solitaire (Rogue Male) de Geoffrey Household
- Image : Arthur C. Miller
- Musique originale : Alfred Newman
- Direction artistique : Richard Day et Wiard Ihnen
- Décors : Thomas Little
- Costumes : Travis Banton
- Pays d'origine : États-Unis
- Genre : Thriller
- Durée : 98 minutes
- Format : Noir et blanc - Son : Mono (Western Electric Mirrophonic Recording)
- Sortie : 13 juin 1941 première USA

## Distribution
- Walter Pidgeon : Alan Thorndyke
- Joan Bennett : Jerry Stokes
- John Carradine : Jones
- George Sanders : le dignitaire nazi/ Quive-Smith
- Roddy McDowall : Vaner
- Ludwig Stossel : le médecin allemand
- Heather Thatcher : Lady Alice Risborough
- Frederick Worlock : Lord Risborough
- Roger Imhof : Capitaine Jensen
- Lucien Prival : l'homme de main au parapluie

Parmi les acteurs non crédités :
- Charles Bennett  : le marchand de quatre-saisons
- Cyril Delevanti : le chauffeur de taxi
- Richard Fraser : le navigateur
- Kurt Kreuger : un attaché allemand

## Contexte
Avec Chasse à l’homme, Fritz Lang signe son premier film anti-nazi. C'est un film de propagande, au sens où les films de guerre américains l'étaient alors : la lutte contre le Reich des cinéastes participe à l'effort de guerre. Fritz Lang, qui a fui l'Allemagne de Hitler en 1933, n'est pas en reste.
Dans la même veine, il réalise ensuite Les bourreaux meurent aussi (1943), Espions sur la Tamise (1944) et Cape et Poignard (1946).

## Analyse
- Si vous ne connaissez pas le sujet, laissez ce bandeau (vous pouvez alors contacter les auteurs).
- Si vous supprimez le contenu mis en cause (vous pouvez préalablement contacter les auteurs),

argumentez précisément cette suppression dans la page de discussion
(un manque de référence n'est pas un argument ; une recherche réelle de référence doit avoir été effectuée, être formellement documentée).
Chasse à l’homme compte parmi les plus grandes réussites de Fritz Lang : le suspense est constant, qui combine une intrigue haletante et de multiples rebondissements. La première scène est à juste titre célèbre. Un banc titre s’efface (« quelque part en Allemagne, avant la guerre »), laissant apparaître dans la boue des traces de pas fraîchement tracées. La forêt est sombre, Thorndyke (Walter Pidgeon), un chasseur, apparaît. Il marche avec précaution, repère un emplacement, s'allonge. Il sort alors un fusil et y fixe une lunette. La caméra se fait subjective : dans l’objectif, apparaît Hitler. Thorndyke appuie sur la détente, un claquement sec retentit : le fusil n’est pas chargé. Ironique, il adresse un salut muet à sa « victime » et s’apprête à partir. Comme il l’indiquera plus tard, il a voulu faire un sporting stalk (« une traque sportive »), jeu de chasse qui consiste à se mettre en position de tuer un grand fauve mais sans tirer. Mais un remords le saisit. Il se ravise, se remet en position, insère une cartouche et vise à nouveau Hitler. Son regard se trouble, il s’essuie l’œil, puis reprend la pose. Une feuille tombe alors sur la lunette. Il l'écarte et reprend sa visée. À ce moment-là, un garde nazi lui saute dessus.
Chasse à l’homme s’appuie sur des thèmes chers à Fritz Lang : celui de l’homme confronté à son destin, aidé par des sauveurs providentiels dont il cause parfois la perte ; celui de la course poursuite, avec son lot de cachettes, souterrains et tunnels qui n’offrent jamais qu’un abri provisoire ; Fritz Lang montre aussi que fuir le mal ne mène à rien et c'est pourquoi Thorndyke finit par choisir l’affrontement.
La direction d’acteurs est parfaite, qu’il s’agisse du couple formé par Walter Pidgeon et Joan Bennett ou du duo de tueurs, l’un impavide et glacial (John Carradine), l’autre admirable de rouerie et de flegme (George Sanders). Walter Pidgeon retrouve dans ce film le jeune Roddy McDowall avec qui il a déjà tourné sous la direction de John Ford dans Qu'elle était verte ma vallée, cette même année 1941.